# Корриноиды

Корриновое кольцо пронумерованное по стандарту системы ИЮПАК 1975 г. Заметьте, что в отличие от порфирина здесь нет атома в 20-й позиции. Позиции 21-24 в ранней литературе нумеровались как 20-23

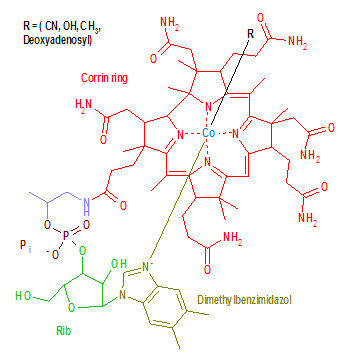
Витамин B_{12} (цианкобаламин)

Корриноиды — группа веществ, в основе которых лежит углеродный скелет коррина — макроцикла, схожего по строению с порфирином, который состоит из четырёх пиррольных колец. К этой же группе относятся соединения, структура которых базируется на корроле.
К наиболее известным веществам этой группы относятся кобаламины (витамины B12). Другие известные соединения — кобуриниовая кислота, её гексамид кобуриновая кислота; кобиновая кислота, её гексамид кобинамид; кобамовая кислота и кобамид.
В названии соединений, содержащих приставку 'коб, которая указывает, что вещество содержит кобальт. Когда кобальт заменяется на другой металл или водород, имя соответственно меняется, как в ферробамовой кислоте или гидрогенобамовой кислоте.

## Внешние ссылки
- MeSH Corrinoids
- "The Nomenclature of Corrinoids" at chem.qmul.ac.uk
- Goldbook (недоступная ссылка)